# Triaenodes helo
Triaenodes helo är en nattsländeart som beskrevs av Milne 1934. Triaenodes helo ingår i släktet Triaenodes och familjen långhornssländor. Inga underarter finns listade i Catalogue of Life.